# Csokrosinda

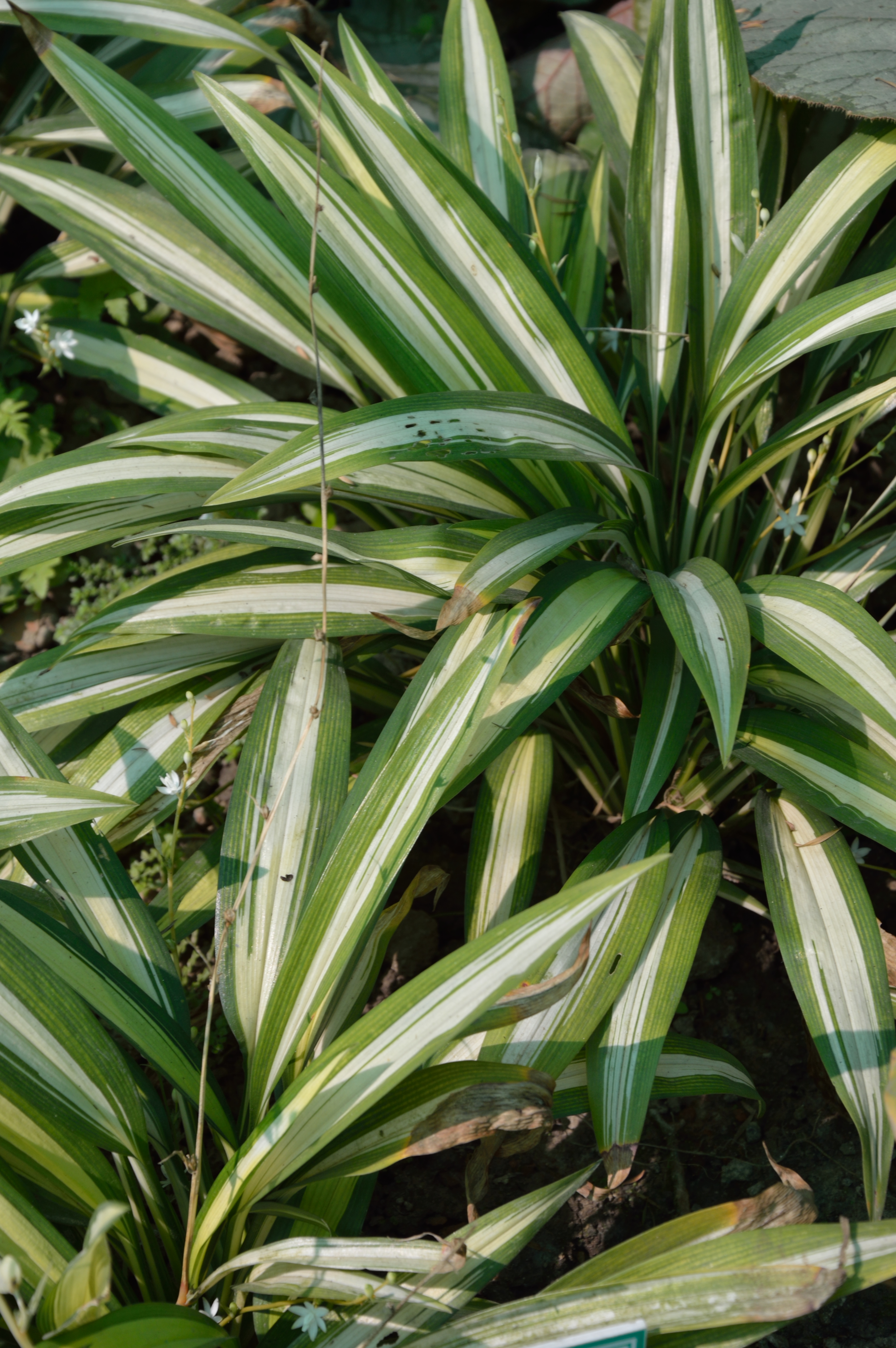
Chlorophytum capense

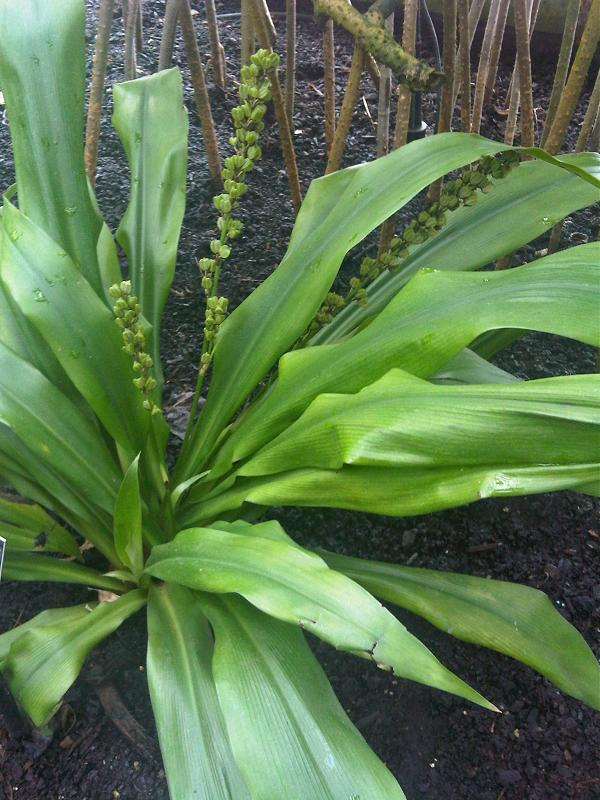
Chlorophytum macrophyllum

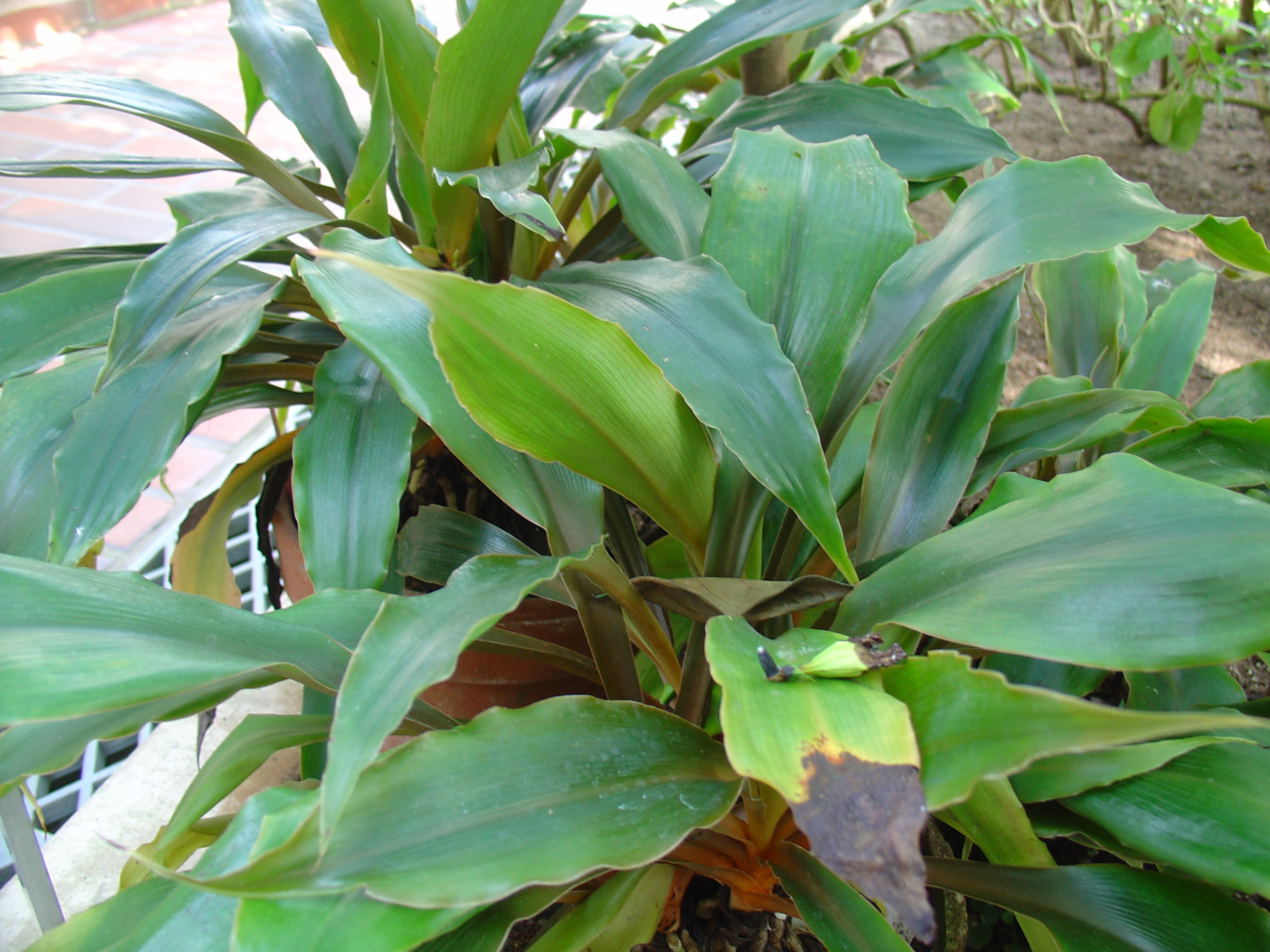
Chlorophytum orchidastrum

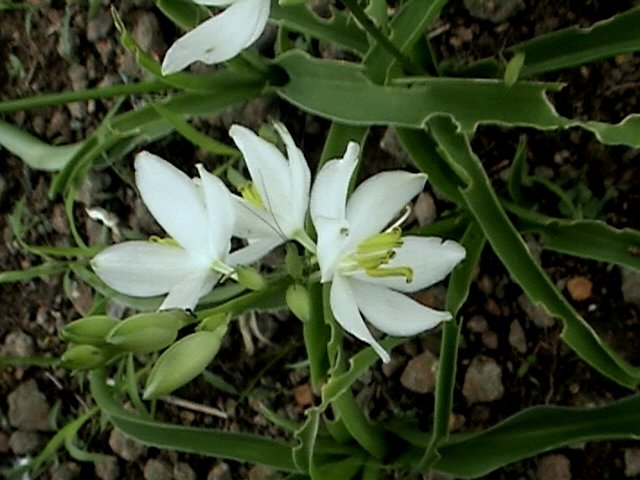
Chlorophytum tuberosum

A csokrosinda (Chlorophytum) az egyszikűek (Liliopsida) osztályának spárgavirágúak (Asparagales) rendjébe, ezen belül a spárgafélék (Asparagaceae) családjába tartozó nemzetség. Népnyelven zöldike.

## Tudnivalók
A csokrosinda-fajok Afrika legnagyobb részén - beleértve Madagaszkárt, viszont kivéve a Szahara északi felét -, Ázsia trópusi és szubtrópusi területein, valamint Ausztrália nyugati és északi részein.
Fajtól függően 10-60 centiméter magasak, körkörös levélzettel. A levél 15-75 centiméter hosszú és 0,5-2 centiméter széles, és egy vastag gyöktörzsből ered. Sok faj esetében, világosabb színű minta látható a levélen. Az általában kis, fehér virágokból álló virágzat, egy 120 centiméter magas szár végén ül. Ezen a száron több leányhajtás van, amelyek földet érve, majdnem azonnal legyökereznek.
Néhány fajt dísznövényként vagy a hagyományos orvoslásban használják.

## Rendszerezés
A nemzetségbe az alábbi 192 faj tartozik:
- Chlorophytum acutum (C.H.Wright) Nordal
- Chlorophytum affine Baker
- Chlorophytum africanum (Baker) Baker
- Chlorophytum alismifolium Baker
- Chlorophytum alpinum Benth. ex Baker
- Chlorophytum altum Engl. & K.Krause
- Chlorophytum anceps (Baker) Kativu
- Chlorophytum andongense Baker
- Chlorophytum angulicaule (Baker) Kativu
- Chlorophytum angustiracemosum Poelln.
- Chlorophytum angustissimum (Poelln.) Nordal
- Chlorophytum ankarense H.Perrier
- Chlorophytum appendiculatum H.Perrier
- Chlorophytum applanatum Nordal & Thulin
- Chlorophytum arcuatoramosum R.B.Drumm.
- Chlorophytum aridum Oberm.
- Chlorophytum arundinaceum Baker
- Chlorophytum asperum J.C.Manning
- Chlorophytum basitrichum Poelln.
- Chlorophytum baturense K.Krause
- Chlorophytum belgaumense Chandore, Malpure, Adsul & S.R.Yadav
- Chlorophytum benuense Engl. & K.Krause
- Chlorophytum bharuchae Ansari, Sundararagh. & Hemadri
- Chlorophytum bifolium Dammer
- Chlorophytum blepharophyllum Schweinf. ex Baker
- Chlorophytum boomense Kativu
- Chlorophytum borivilianum Santapau & R.R.Fern.
- Chlorophytum bowkeri Baker
- Chlorophytum brachystachyum Baker
- Chlorophytum bracteatum Hua
- Chlorophytum brevipedunculatum Poelln.
- Chlorophytum breviscapum Dalzell
- Chlorophytum bulbinifolium Hoell & Nordal
- Chlorophytum burundiense Meerts
- Chlorophytum calyptrocarpum (Baker) Kativu
- Chlorophytum cameronii (Baker) Kativu
- Chlorophytum camporum Engl. & K.Krause
- Chlorophytum capense (L.) Voss
- Chlorophytum caudatibracteatum Engl. & K.Krause
- Chlorophytum caulescens (Baker) Marais & Reilly
- Chlorophytum chelindaense Kativu & Nordal
- Chlorophytum chevalieri Poelln.
- Chlorophytum chinense Bureau & Franch.
- Chlorophytum chloranthum Baker
- Chlorophytum clarae Bjorå & Nordal
- Chlorophytum collinum (Poelln.) Nordal
- Chlorophytum colubrinum (Baker) Engl.
- Chlorophytum comosum (Thunb.) Jacques
- Chlorophytum cooperi (Baker) Nordal
- Chlorophytum cordifolium De Wild.
- Chlorophytum crassinerve (Baker) Oberm.
- Chlorophytum cremnophilum van Jaarsv.
- Chlorophytum crispum (Thunb.) Baker
- Chlorophytum cyperaceum (Kies) Nordal
- Chlorophytum dalzielii (Hutch. ex Hepper) Nordal
- Chlorophytum debile Baker
- Chlorophytum decaryanum H.Perrier
- Chlorophytum decipiens Baker
- Chlorophytum dianellifolium (Baker) H.Perrier
- Chlorophytum distichum H.Perrier
- Chlorophytum diwanjii Mujaffar, A.P.Tiwari & Chandore
- Chlorophytum dolichocarpum Tamura
- Chlorophytum ducis-aprutii Chiov.
- Chlorophytum fasciculatum (Baker) Kativu
- Chlorophytum filifolium Nordal & Thulin
- Chlorophytum filipendulum Baker
- Chlorophytum fischeri (Baker) Baker
- Chlorophytum gallabatense Schweinf. ex Baker
- Chlorophytum galpinii (Baker) Kativu
- Chlorophytum geayanum (H.Perrier) Marais & Reilly
- Chlorophytum geophilum Peter ex Poelln.
- Chlorophytum glaucoides Blatt.
- Chlorophytum glaucum Dalzell
- Chlorophytum goetzei Engl.
- Chlorophytum gothanense Malpure & S.R.Yadav
- Chlorophytum gracile Baker
- Chlorophytum graminifolium (Willd.) Kunth
- Chlorophytum graniticola Kativu
- Chlorophytum graniticum H.Perrier
- Chlorophytum graptophyllum (Baker) Marais & Reilly
- Chlorophytum haygarthii J.M.Wood & M.S.Evans
- Chlorophytum herrmannii Nordal & Sebsebe
- Chlorophytum heynei Baker
- Chlorophytum hiranense Nordal & Thulin
- Chlorophytum hirsutum A.D.Poulsen & Nordal
- Chlorophytum holstii Engl.
- Chlorophytum humbertianum H.Perrier
- Chlorophytum humifusum Cufod.
- Chlorophytum hypoxiforme (H.Perrier) Marais & Reilly
- Chlorophytum hysteranthum Kativu
- Chlorophytum immaculatum (Hepper) Nordal
- Chlorophytum inconspicuum (Baker) Nordal
- Chlorophytum indicum (Willd. ex Schult. & Schult.f.) Dress
- Chlorophytum inornatum Ker Gawl. - típusfaj
- Chlorophytum intermedium Craib
- Chlorophytum kolhapurense Sardesai, S.P.Gaikwad & S.R.Yadav
- Chlorophytum krauseanum (Dinter) Kativu
- Chlorophytum krookianum Zahlbr.
- Chlorophytum lancifolium Welw. ex Baker
- Chlorophytum laxum R.Br.
- Chlorophytum leptoneurum (C.H.Wright) Poelln.
- Chlorophytum lewisae Oberm.
- Chlorophytum limosum (Baker) Nordal
- Chlorophytum littorale Nordal & Thulin
- Chlorophytum longifolium Schweinf. ex Baker
- Chlorophytum longiscapum Dammer
- Chlorophytum longissimum Ridl.
- Chlorophytum macrophyllum (A.Rich.) Asch.
- Chlorophytum macrorrhizum Poelln.
- Chlorophytum macrosporum Baker
- Chlorophytum madagascariense Baker
- Chlorophytum malabaricum Baker
- Chlorophytum malayense Ridl.
- Chlorophytum mamillatum Elden & Nordal
- Chlorophytum minor Kativu
- Chlorophytum modestum Baker
- Chlorophytum monophyllum Oberm.
- Chlorophytum namaquense Schltr. ex Poelln.
- Chlorophytum namorokense H.Perrier
- Chlorophytum nepalense (Lindl.) Baker
- Chlorophytum nervatum (C.H.Wright) Poelln.
- Chlorophytum nervosum Nordal & Thulin
- Chlorophytum nidulans (Baker) Brenan
- Chlorophytum nimmonii Dalzell
- Chlorophytum nubicum (Baker) Kativu
- Chlorophytum nyasae (Rendle) Kativu
- Chlorophytum nzii A.Chev. ex Hepper
- Chlorophytum occultum A.D.Poulsen & Nordal
- Chlorophytum orchidastrum Lindl.
- Chlorophytum palghatense K.M.P.Kumar & Adsul
- Chlorophytum parkeri (Baker) Marais & Reilly
- Chlorophytum parvulum Chiov.
- Chlorophytum paucinervatum (Poelln.) Nordal
- Chlorophytum pauciphyllum Oberm.
- Chlorophytum pauper Poelln.
- Chlorophytum pendulum Nordal & Thulin
- Chlorophytum peralbum Poelln.
- Chlorophytum perfoliatum Kativu
- Chlorophytum petraeum Nordal & Thulin
- Chlorophytum petrophilum K.Krause
- Chlorophytum pilosicarinatum (Poelln.) Meerts
- Chlorophytum polystachys Baker
- Chlorophytum pseudocaule Tesfaye & Nordal
- Chlorophytum pterocarpum Nordal & Thulin
- Chlorophytum pubiflorum Baker
- Chlorophytum pusillum Schweinf. ex Baker
- Chlorophytum pygmaeum (Weim.) Kativu
- Chlorophytum radula (Baker) Nordal
- Chlorophytum ramosissimum Nordal & Thulin
- Chlorophytum rangei (Engl. & K.Krause) Nordal
- Chlorophytum recurvifolium (Baker) C.Archer & Kativu
- Chlorophytum reflexibracteatum Poelln.
- Chlorophytum rhizopendulum Bjorå & Hemp
- Chlorophytum rigidum Kunth
- Chlorophytum ruahense Engl.
- Chlorophytum rubribracteatum (De Wild.) Kativu
- Chlorophytum rutenbergianum Vatke
- Chlorophytum saundersiae (Baker) Nordal
- Chlorophytum scabrum Baker
- Chlorophytum senegalense (Baker) Hepper
- Chlorophytum serpens Sebsebe & Nordal
- Chlorophytum sharmae Adsul, Lekhak & S.R.Yadav
- Chlorophytum simplex Craib
- Chlorophytum sofiense (H.Perrier) Marais & Reilly
- Chlorophytum somaliense Baker
- Chlorophytum sparsiflorum Baker
- Chlorophytum sphacelatum (Baker) Kativu
- Chlorophytum sphagnicola Meerts
- Chlorophytum staudtii Nordal
- Chlorophytum stenopetalum Baker
- Chlorophytum stolzii (K.Krause) Weim.
- Chlorophytum subligulatum H.Perrier
- Chlorophytum subpetiolatum (Baker) Kativu
- Chlorophytum suffruticosum Baker
- Chlorophytum superpositum (Baker) Marais & Reilly
- Chlorophytum sylvestre Bardot-Vaucoulon
- Chlorophytum tenerrimum Peter ex Poelln.
- Chlorophytum tetraphyllum (L.f.) Baker
- Chlorophytum transvaalense (Baker) Kativu
- Chlorophytum trichophlebium (Baker) Nordal
- Chlorophytum triflorum (Aiton) Kunth
- Chlorophytum tripedale (Baker) H.Perrier
- Chlorophytum tuberosum (Roxb.) Baker
- Chlorophytum velutinum Kativu
- Chlorophytum vestitum Baker
- Chlorophytum viridescens Engl.
- Chlorophytum viscosum Kunth
- Chlorophytum waibelii K.Krause
- Chlorophytum warneckei (Engl.) Marais & Reilly
- Chlorophytum zambiense Bjorå & Nordal
- Chlorophytum zavattarii (Cufod.) Nordal
- Chlorophytum zingiberastrum Nordal & A.D.Poulsen

### Fordítás
- Ez a szócikk részben vagy egészben  a   Chlorophytum című angol Wikipédia-szócikk ezen változatának fordításán alapul.  Az eredeti cikk szerkesztőit annak laptörténete sorolja fel. Ez a jelzés csupán a megfogalmazás eredetét és a szerzői jogokat jelzi, nem szolgál a cikkben szereplő információk forrásmegjelöléseként.